# Кусек, Каролина

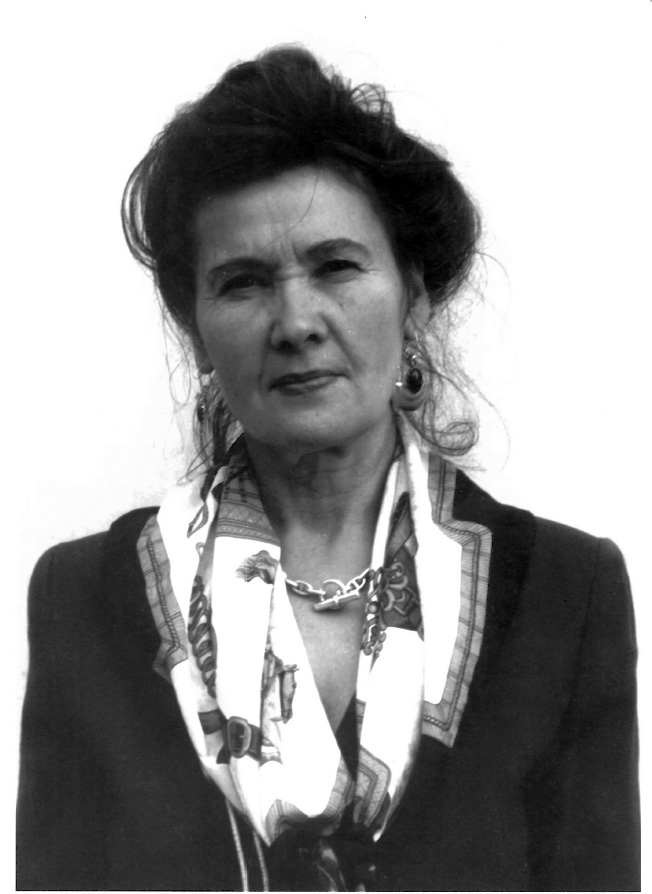

Каролина Кусек (род. 1940 г., Тернополь) — вроцлавская поэтесса, журналистка, автор эпиграмм, афоризмов, крылатых выражений и текстов песен. Выпускница музыкальной школы во Вроцлаве (класс скрипки), факультета полонистики Вроцлавского университета, а также Академии специальной педагогики им. Марии Гжегожевской в Варшаве. Работала в издательстве Национальной библиотеки им. Оссолинских во Вроцлаве, а затем журналисткой в газетах „Słowo Polskie” и „Słowo Powszechne”.
Дебютировала в 1970 году стихотворением «А кыш, ракета!» („A sio rakieto!”) в журнале „Miś”. В 1982 г. был издан сборник поэзии для детей «Нотки из подсолнуха» (,,Słonecznikowe nutki”). Автор 26 поэтических книг, прежде всего для детей и о детях: «На Земле и выше» (,,Na Ziemi i wyżej”), «Прогулка по полю» (,,Spacerkiem przez pole”), «Краски лета» (,,Barwy Lata”), «Твои слова» (,,Twoje słowa”), «С бабушкой за руку» (,,Z babcią za rękę”), «Мои пейзажи» (,,Moje Krajobrazy”), «Нарисованное солнцем» (,,Malowane Słońcem”), «Картинки из нашего детства» (,,Obrazki z naszego dzieciństwa”), «В сторону солнца» (,,W stronę słońca”), «По чернильной дороге» (,,Atramentowym szlakiem”), «По зову сердца» (,,Za głosem serca”), «Между рассветом и закатом» (,,Pomiędzy świtem a zmierzchem”), «Я охватила взглядом мир ребенка» (,,Objęłam spojrzeniem świat dziecka”), «Дети Марса» (,,Dzieci Marsa”) и других.
Поэтесса является автором стихотворного варианта «Щелкунчика» по Гофману, написанного для премьеры балета во Вроцлавском оперном театре. Также ей принадлежит драма «Таинственная тень» (,,Tajemniczy cień”).
Каролина Кусек — активная защитница прав детей, ведь, по её мнению, РЕБЕНОК — это самая большая ценность и надежда, поэтому к малышам следует относиться с уважением, обеспечить им достойное детство, дарить любовь и возможность всестороннего развития. Её поэзия сфокусирована на внутренней жизни ребёнка, его ощущениях и эмоциях. Важным элементом творчества писательницы является умение показать мир глазами ребёнка, часто отличный от того, как воспринимают его взрослые. Во многих стихотворениях автор вспоминает военные годы и невообразимую трагедию детей.
Творчество Каролины Кусек — это своего рода завещание памяти и послание будущим поколениям. С помощью художественных приемов поэтесса апеллирует к взрослым, чтобы они обратили внимание на проблемы и драматическую участь детей в современной действительности. В своей поэзии автор обращается также к детям, стараясь направить их внимание на красоту, прочность и одновременно хрупкость мира, гармонию и мудрость законов природы, неотъемлемой частью которой является человек.
Многие её произведения были опубликованы в польских педагогических журналах, центральной и региональной прессе, а также в сборниках поэзии для детей и учебных пособиях для школ и детских садов.
Стихотворения Каролины Кусек переводились на многие языки, в том числе английский, китайский, чешский, эсперанто, французский, испанский, немецкий, русский, украинский, итальянский и другие.
Поэтесса получила ряд призов: награду органического труда им. Марии Конопницкой, литературную премию им. Климента Яницкого, статуэтку «Феникс» — награду имени польского экспрессиониста Тадеуша Мицинского, серебряную медаль Labor Omnia Vincit («Труд все побеждает») от Общества им. Ипполита Цегельского, а также приз Homer — Европейскую медаль в области поэзии и искусства (Homer European Medal of Poetry and Art). Она является многократной лауреаткой конкурса «Влиятельная женщина Нижней Силезии» и финалисткой конкурса «Личность года 2017». В 2018 году Каролина Кусек заняла III место в конкурсе «Двадцать самых влиятельных женщин Нижней Силезии». Он был организован только для представителей СМИ (главных редакторов, редакторов отделов, журналистов, критиков, экспертов и фоторепортеров).
Вот уже многие годы в школах и библиотеках по всей стране проводят литературные конкурсы им. Каролины Кусек, а также художественные выставки и спектакли по мотивам творчества поэтессы.
- Официальный сайт